# Liste der Konstrukteursweltmeister im Motorradstraßenrennsport
Liste der Konstrukteursweltmeister der FIM-Motorrad-Weltmeisterschaft, von 1949 bis heute, geordnet nach Jahren und Klassen.
| Jahr | 50 cm³   | 125 cm³     | 250 cm³         | 350 cm³    | 500 cm³   | Gespanne      |
| ---- | -------- | ----------- | --------------- | ---------- | --------- | ------------- |
| 1949 |          | F.B Mondial | Moto Guzzi      | Velocette  | A.J.S.    | Norton        |
| 1950 |          | F.B Mondial | Benelli         | Velocette  | Norton    | Norton        |
| 1951 |          | F.B Mondial | Moto Guzzi      | Norton     | Norton    | Norton        |
| 1952 |          | MV Agusta   | Moto Guzzi      | Norton     | Gilera    | Norton        |
| 1953 |          | MV Agusta   | NSU             | Moto Guzzi | Gilera    | Norton        |
| 1954 |          | NSU         | NSU             | Moto Guzzi | Gilera    | BMW           |
| 1955 |          | MV Agusta   | MV Agusta       | Moto Guzzi | Gilera    | BMW           |
| 1956 |          | MV Agusta   | MV Agusta       | Moto Guzzi | MV Agusta | BMW           |
| 1957 |          | F.B Mondial | F.B Mondial     | Gilera     | Gilera    | BMW           |
| 1958 |          | MV Agusta   | MV Agusta       | MV Agusta  | MV Agusta | BMW           |
| 1959 |          | MV Agusta   | MV Agusta       | MV Agusta  | MV Agusta | BMW           |
| 1960 |          | MV Agusta   | MV Agusta       | MV Agusta  | MV Agusta | MV Agusta     |
| 1961 |          | Honda       | Honda           | MV Agusta  | MV Agusta | BMW           |
| 1962 | Suzuki   | Honda       | Honda           | Honda      | MV Agusta | BMW           |
| 1963 | Suzuki   | Suzuki      | Honda           | Honda      | MV Agusta | BMW           |
| 1964 | Suzuki   | Honda       | Yamaha          | Honda      | MV Agusta | BMW           |
| 1965 | Honda    | Suzuki      | Yamaha          | Honda      | MV Agusta | BMW           |
| 1966 | Honda    | Honda       | Honda           | Honda      | Honda     | BMW           |
| 1967 | Suzuki   | Yamaha      | Honda           | Honda      | MV Agusta | BMW           |
| 1968 | Suzuki   | Yamaha      | Yamaha          | MV Agusta  | MV Agusta | BMW           |
| 1969 | Derbi    | Kawasaki    | Benelli         | MV Agusta  | MV Agusta | BMW           |
| 1970 | Derbi    | Suzuki      | Yamaha          | MV Agusta  | MV Agusta | BMW           |
| 1971 | Kreidler | Derbi       | Yamaha          | MV Agusta  | MV Agusta | BMW           |
| 1972 | Kreidler | Derbi       | Yamaha          | MV Agusta  | MV Agusta | BMW           |
| 1973 | Kreidler | Yamaha      | Yamaha          | Yamaha     | MV Agusta | BMW           |
| 1974 | Kreidler | Yamaha      | Yamaha          | Yamaha     | Yamaha    | Busch         |
| 1975 | Kreidler | Morbidelli  | Harley-Davidson | Yamaha     | Yamaha    | Busch-König   |
| 1976 | Bultaco  | Morbidelli  | Harley-Davidson | Yamaha     | Suzuki    | Busch-König   |
| 1977 | Bultaco  | Morbidelli  | Yamaha          | Yamaha     | Suzuki    | Yamaha        |
| 1978 | Bultaco  | Minarelli   | Kawasaki        | Kawasaki   | Suzuki    | Yamaha        |
| 1979 | Kreidler | Minarelli   | Kawasaki        | Kawasaki   | Suzuki    | Yamaha        |
| 1980 | Kreidler | Minarelli   | Kawasaki        | Yamaha     | Suzuki    | Yamaha        |
| 1981 | Bultaco  | Minarelli   | Kawasaki        | Kawasaki   | Suzuki    | Yamaha        |
| 1982 |          | Garelli     | Yamaha          | Kawasaki   | Suzuki    | LCR-Yamaha    |
| 1983 | Garelli  | MBA         | Yamaha          |            | Honda     | LCR-Yamaha    |
| Jahr | 80 cm³   | 125 cm³     | 250 cm³         |            | 500 cm³   | Gespanne      |
| 1984 | Zündapp  | Garelli     | Yamaha          |            | Honda     | LCR-Yamaha    |
| 1985 | Krauser  | MBA         | Honda           |            | Honda     | Yamaha        |
| 1986 | Derbi    | Garelli     | Honda           |            | Yamaha    | LCR-Yamaha    |
| 1987 | Derbi    | Garelli     | Honda           |            | Yamaha    | LCR           |
| 1988 | Derbi    | Derbi       | Honda           |            | Yamaha    | LCR-Krauser   |
| 1989 | Krauser  | Honda       | Honda           |            | Honda     | LCR-Krauser   |
| 1990 |          | Honda       | Yamaha          |            | Yamaha    | LCR-Krauser   |
| 1991 |          | Honda       | Honda           |            | Yamaha    | LCR           |
| 1992 |          | Honda       | Honda           |            | Honda     | LCR           |
| 1993 |          | Honda       | Honda           |            | Yamaha    | LCR-Krauser   |
| 1994 |          | Honda       | Honda           |            | Honda     | LCR-Swissauto |
| 1995 |          | Honda       | Aprilia         |            | Honda     | Windle-ADM    |
| 1996 |          | Aprilia     | Honda           |            | Honda     | Windle-ADM    |
| 1997 |          | Aprilia     | Honda           |            | Honda     |               |
| 1998 |          | Honda       | Aprilia         |            | Honda     |               |
| 1999 |          | Honda       | Aprilia         |            | Honda     |               |
| 2000 |          | Honda       | Yamaha          |            | Yamaha    | Suzuki        |
| 2001 |          | Honda       | Honda           |            | Honda     | Suzuki        |
| Jahr |          | 125 cm³     | 250 cm³         |            | MotoGP    | Gespanne      |
| 2002 |          | Aprilia     | Aprilia         |            | Honda     | Yamaha        |
| 2003 |          | Aprilia     | Aprilia         |            | Honda     | Suzuki        |
| 2004 |          | Aprilia     | Honda           |            | Honda     | Suzuki        |
| 2005 |          | KTM         | Honda           |            | Yamaha    | LCR-Suzuki    |
| 2006 |          | Aprilia     | Aprilia         |            | Honda     | LCR-Suzuki    |
| 2007 |          | Aprilia     | Aprilia         |            | Ducati    | LCR-Suzuki    |
| 2008 |          | Aprilia     | Aprilia         |            | Yamaha    | LCR-Suzuki    |
| 2009 |          | Aprilia     | Aprilia         |            | Yamaha    |               |
| Jahr |          | 125 cm³     | Moto2           |            | MotoGP    |               |
| 2010 |          | Derbi       | Suter           |            | Yamaha    |               |
| 2011 |          | Aprilia     | Suter           |            | Honda     |               |
| Jahr |          | Moto3       | Moto2           |            | MotoGP    |               |
| 2012 |          | KTM         | Suter           |            | Honda     |               |
| 2013 |          | KTM         | Kalex           |            | Honda     |               |
| 2014 |          | KTM         | Kalex           |            | Honda     |               |
| 2015 |          | Honda       | Kalex           |            | Yamaha    |               |
| 2016 |          | KTM         | Kalex           |            | Honda     |               |
| 2017 |          | Honda       | Kalex           |            | Honda     |               |
| 2018 |          | Honda       | Kalex           |            | Honda     |               |
| 2019 |          | Honda       | Kalex           |            | Honda     |               |
| 2020 |          | Honda       | Kalex           |            | Ducati    |               |
| 2021 |          | KTM         | Kalex           |            | Ducati    |               |
| 2022 |          | GasGas      | Kalex           |            | Ducati    |               |
| 2023 |          | KTM         | Kalex           |            | Ducati    |               |
| 2024 |          | CFMoto      | Kalex           |            | Ducati    |               |